# International Journal of Web and Grid Services
International Journal of Web and Grid Services is een internationaal, aan collegiale toetsing onderworpen wetenschappelijk tijdschrift op het gebied van de informatiesystemen en software engineering. De naam wordt in literatuurverwijzingen meestal afgekort tot Int. J. Web Grid Serv. Het wordt uitgegeven door Inderscience Publishers.